# (612217) 2001 HZ58
(612217) 2001 HZ58 est un objet transneptunien faisant partie des cubewanos. 

## Caractéristiques
(612217) 2001 HZ58 mesure environ 150 km de diamètre.